# Celal Atik
Celal Atik (ur. w 1920 w Gürdan, zm. 27 kwietnia 1979 w Ankarze) – turecki zapaśnik. Złoty medalista olimpijski z Londynu.
Walczył w obu stylach, w kategorii lekkiej (do 67 kilogramów) i półśredniej (do 73 kilogramów). Zawody w 1948 były jego jedynymi igrzyskami olimpijskimi. W stylu wolnym był złotym medalistą mistrzostw Europy w 1946 i 1949 oraz mistrzem świata w 1951. W stylu klasycznym sięgnął po srebro mistrzostw świata w 1950 i brąz europejskiego czempionatu w 1947.